# Saturday Erimuya
Saturday Erimuya (10 de janeiro de 1998) é um futebolista profissional nigeriano que atua como defensor, atualmente defende o Kayseri Erciyesspor.

## Carreira
Saturday Erimuya fez parte do elenco da Seleção Nigeriana de Futebol nas Olimpíadas de 2016.